# Ștefan Barbu
Ștefan Barbu (n. 2 de marzo de 1908, Arad, Rumania; † 30 de junio de 1970) fue un jugador de fútbol rumano. Jugó 77 juegos en la Liga de Fútbol más alta de Rumania, la Divizia A, y participó en la Copa Mundial de la FIFA 1930.
En la copa del mundo de Uruguay 1930 anotó el segundo gol en el partido en el que ganaron 3-1 a Perú.
- Datos: Q397066
- Multimedia: Ștefan Barbu / Q397066